# Повіт Тода
Пові́т То́да (яп. 遠田郡, とおだぐん, МФА: [toːda guɴ]) — повіт у префектурі Міяґі, Японія.